# Celestial Tour
Celestial Tour fue la tercera gira musical realizada por el grupo mexicano RBD para promocionar su tercer álbum de estudio Celestial.
En la gira se realizó en España la grabación del CD/DVD que recibió el nombre de Hecho en España - Tour Celestial 2007 y en México fue llamado Hecho en Madrid.

## Antecedentes
El 23 de noviembre de 2006 se lanzó el tercer álbum de estudio de la agrupación, Celestial, con el cual dieron comienzo a su segunda gira musical a modo de promoción.
La gira dio comienzo el 20 de abril de 2007 en el Estadio Modelo Alberto Spencer Herrera, en Guayaquil, Ecuador. El 12 de junio de 2007 dieron comienzo a la gira por Europa, donde se presentaron por primera vez en Bucarest, Rumanía. El 5 de agosto de 2007 dieron comienzo a su gira por México, presentándose por primera vez en Veracruz.

## Recepción

### Crítica
A. García de Univisión reseñó sobre el concierto de la agrupación en el Super Bowl en la ciudad de Arizona, Estados Unidos, argumentando «En escena, todo estaba planeado para que el grupo se luciera como debe ser, además de que los chicos quedaran muy cerca de su público, lo cual motivó a que los fanáticos, sintieran gran confianza con los RBD».
El periódico Digital argumentó que «El fenómeno Rebelde una vez más logró lo inesperado luego de que miles de fanáticos en Bucarest, donde se habla muy poco español, cantaron y corearon las canciones del grupo mexicano».

### Desempeño comercial
El periódico El Universo informó que Jaime Salame, organizador del concierto de la agrupación en Ecuador, aseguró la venta de la mitad de las entradas para el show en Guayaquil lo que significaría la venta de 10 000 entradas y en Quito la venta de 9000 entradas.  En Cuenca, solo se vendió el cuarenta por ciento de la  taquilla, lo que significaría 6400 entradas vendidas. Finalmente, El Diario informó que la agrupación se presentó en Quito con lleno total del Coliseo General Rumiñahui.
El periódico La Crónica informó que previo al concierto otorgado por la agrupación en el Estadio Vicente Calderón, con capacidad para 54 907 espectadores, se llevaba vendido un total de 35 000 entradas. Además informó que el concierto otorgado en Valladolid registró un lleno total, y que el concierto otorgado en Bucarest presentó un total 12 000 asistentes. El periódico Digital informó que RBD se presentó ante 10 000 personas, representando un lleno total en el Auditorio de Málaga, y una presentación ante 25 000 en el Estadio Olímpico Lluís Companys en Barcelona. Billboard reportó que el concierto en Rumanía brindado el 12 de junio de 2007 tuvo una asistencia de 8,744 con una recaudación $599,840.

## Repertorio
1. "Cariño mio"
2. "Ser o parecer"
3. "Wanna play"
4. "Tal vez mañana"
5. "Dame"
6. "Money money"
7. "Quiero poder"
8. "Solo Para Ti"
9. "Sálvame"
10. Medley 01: "Sólo quédate en silencio" / "Enseñame" / "Cuando el amor se acaba" / "Un poco de tu amor" / "Otro día que va"
11. "Me voy"
12. "Bésame sin miedo"
13. "I wanna be the rain"
14. "Algún día"
15. Medley 02: "Quizá" / "Este corazón"
16. "No pares"
17. "Tu amor"
18. "Fuera"
19. "Nuestro amor"
20. "Aún hay algo"
21. Inalcanzable
22. "Tras de mi"
23. "Celestial"
24. "Rebelde"

| Observaciones                                                     |
| ----------------------------------------------------------------- |
| - "Inalcanzable" fue cantada a partir del 17 de noviembre de 2007 |

## Fechas
| Fechas                   | Ciudad              | País           | Lugar                                  | Tipo / Observación                   |
| ------------------------ | ------------------- | -------------- | -------------------------------------- | ------------------------------------ |
| América del Sur          |                     |                |                                        |                                      |
| 20 de abril de 2007      | Guayaquil           | Ecuador        | Estadio Modelo Alberto Spencer Herrera | Inicio de la gira                    |
| 21 de abril de 2007      | Quito               | Ecuador        | Coliseo General Rumiñahui              |                                      |
| 22 de abril de 2007      | Cuenca              | Ecuador        | Estadio Alejandro Serrano Aguilar      |                                      |
| 25 de abril de 2007      | Porto Alegre        | Brasil         | Estadio Gigantinho                     |                                      |
| 26 de abril de 2007      | São Paulo           | Brasil         | Via Funchal                            |                                      |
| 27 de abril de 2007      | São Paulo           | Brasil         | Via Funchal                            | A las 14:30                          |
| 27 de abril de 2007      | São Paulo           | Brasil         | Via Funchal                            | A las 20:00                          |
| 28 de abril de 2007      | Brasilia            | Brasil         | Ginásio Nilson Nelson                  |                                      |
| 29 de abril de 2007      | Meleiro             | Brasil         | Centro de Eventos Sapiranga            |                                      |
| América del Norte        |                     |                |                                        |                                      |
| 19 de mayo de 2007       | Ciudad Victoria     | México         | Estadio Marte R. Gómez                 |                                      |
| Europa                   |                     |                |                                        |                                      |
| 12 de junio de 2007      | Bucarest            | Rumania        | Cotroceni Stadium                      |                                      |
| 15 de junio de 2007      | Valladolid          | España         | Plaza de Toros de Valladolid           |                                      |
| 22 de junio de 2007      | Madrid              | España         | Estadio Vicente Calderon               | Grabación del CD/DVD Hecho en España |
| 23 de junio de 2007      | Las Palmas          | España         | Recinto Ferial                         |                                      |
| 29 de junio de 2007      | San Sebastián       | España         | Velódromo de Anoeta                    |                                      |
| 30 de junio de 2007      | Barcelona           | España         | Estadio Olímpico Lluís Companys        |                                      |
| 1 de julio de 2007       | Málaga              | España         | Auditorio De Málaga                    |                                      |
| 6 de julio de 2007       | Jerez               | España         | Estadio Chapín                         |                                      |
| 7 de julio de 2007       | Benidorm            | España         | Estadio Municipal Folletes             |                                      |
| América del Norte        |                     |                |                                        |                                      |
| 25 de julio de 2007      | Ciudad de México    | México         | Lunario del auditorio nacional         |                                      |
| 5 de agosto de 2007      | Veracruz            | México         | World Trade Center                     |                                      |
| 11 de agosto de 2007     | Santa Fe            | Estados Unidos | Santa Fe Downs                         |                                      |
| 15 de septiembre de 2007 | San Juan            | Puerto Rico    | Coliseo José Miguel Agrelot            |                                      |
| 28 de septiembre de 2007 | Chicago             | Estados Unidos | Allstate Arena                         |                                      |
| 29 de septiembre de 2007 | Kansas City         | Estados Unidos | Starlight Theater                      |                                      |
| 4 de octubre de 2007     | Houston             | Estados Unidos | Toyota Center                          |                                      |
| 5 de octubre de 2007     | San Antonio         | Estados Unidos | AT&T Center                            |                                      |
| 1 de noviembre de 2007   | Panamá              | Panamá         | Figali Convention Center               |                                      |
| 2 de noviembre de 2007   | Ciudad de Guatemala | Guatemala      | Estadio Mateo Flores                   |                                      |
| 3 de noviembre de 2007   | Managua             | Nicaragua      | Dennis Martínez National Stadium       |                                      |
| 4 de noviembre de 2007   | San José            | Costa Rica     | Estadio Ricardo Saprissa               | 18.000 espectadores                  |
| 17 de noviembre de 2007  | Ciudad de México    | México         | Palacio de los Deportes                | 17,500 espectadores                  |
| 18 de noviembre de 2007  | Ciudad de México    | México         | Palacio de los Deportes                | 17,500 espectadores                  |
| 14 de diciembre de 2007  | León                | México         | Poliforum León                         | 5,789 espectadores                   |
| 20 de enero de 2008      | Mérida              | México         | Estadio Carlos Iturralde Rivero        | 7,654 espectadores                   |
| 1 de febrero de 2008     | Glendale            | Estados Unidos | Estadio de la Universidad de Phoenix   | Presentación en el Super Bowl XLII   |
| 2 de febrero de 2008     | Tegucigalpa         | Honduras       | Estadio Chochi Sosa                    |                                      |
| 3 de febrero de 2008     | San Salvador        | El Salvador    | Estadio Jorge Mágico González          |                                      |

## Premios y nominaciones
| Año  | Ceremonia                    | Categoría             | Resultado | Ref.   |
| ---- | ---------------------------- | --------------------- | --------- | ------ |
| 2007 | Premios Juventud             | Mi concierto favorito | Ganadores | [ 13 ] |
| 2008 | Premios Juventud             | Mi concierto favorito | Nominados | [ 14 ] |
| 2008 | Billboard Latin Music Awards | Tour latino del año   | Nominados | [ 15 ] |